# Projeção de Robinson

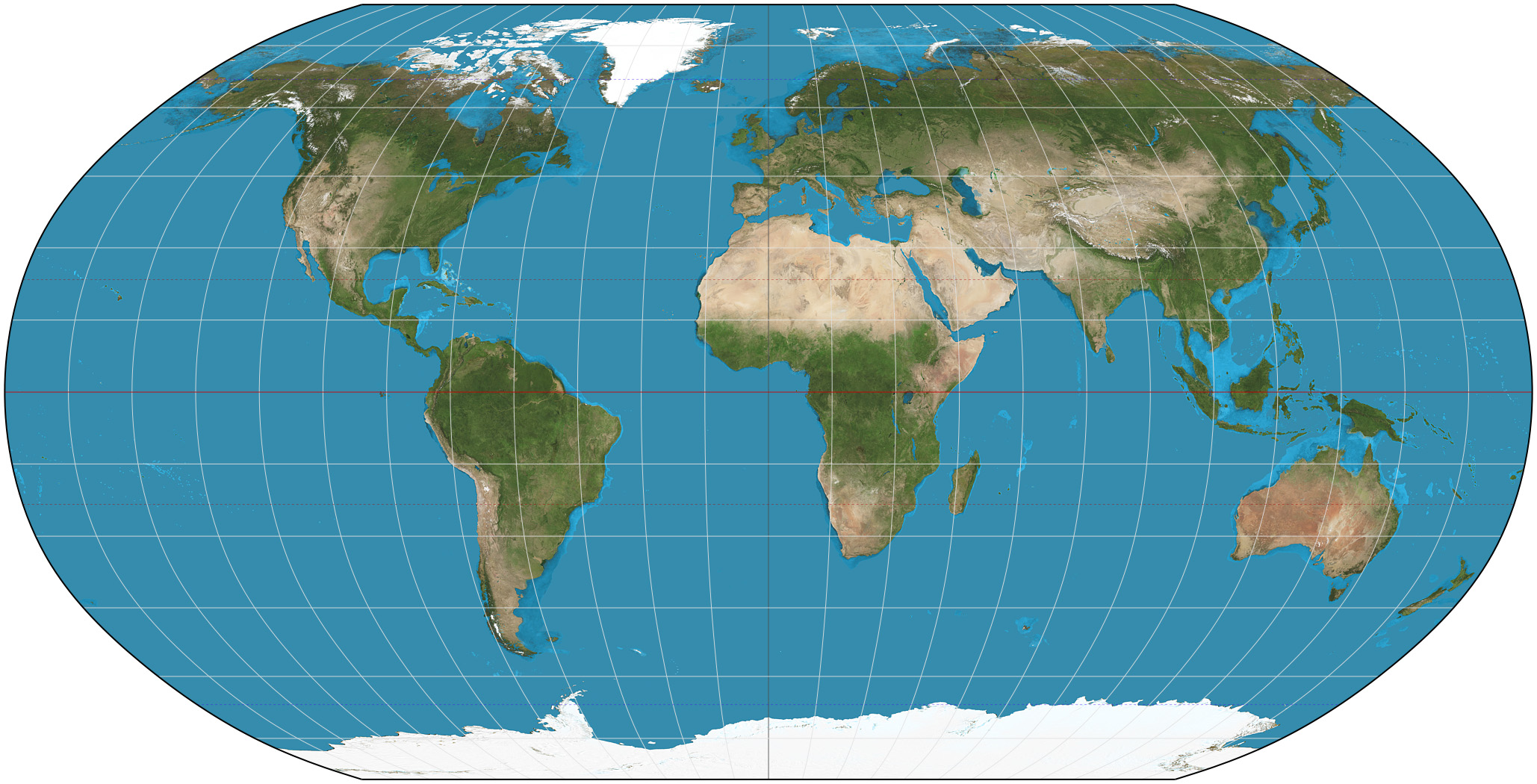
Projeção de Robinson do mundo

A projeção de Robinson é uma projeção de mapa de um mapa-múndi que mostra o mundo inteiro de uma só vez. Ele foi criado especificamente na tentativa de encontrar um bom meio-termo para o problema de mostrar prontamente o globo inteiro como uma imagem plana.

A projeção de Robinson com a indicatriz de deformação de Tissot

A projeção de Robinson foi desenvolvida por Arthur H. Robinson em 1963 em resposta a um apelo da empresa Rand McNally, que tem usado a projeção em mapas mundiais de uso geral desde aquela época. Robinson publicou detalhes da construção da projeção em 1974. A National Geographic Society (NGS) começou a usar a projeção de Robinson para mapas mundiais de uso geral em 1988, substituindo a projeção de Van der Grinten. Em 1998, a NGS abandonou a projeção de Robinson para esse uso em favor da Projeção Winke tripel, já que esta última "reduz a distorção das massas de terra quando elas se aproximam dos polos".

Mapa do mundo criado pela Agência Central de Inteligência, com paralelos padrão 38°N e 38°S

## Pontos fortes e fracos
A projeção de Robinson não é de área igual nem conformal, abandonando ambos por um compromisso. O criador sentiu que isso produzia uma visão geral melhor do que poderia ser obtida aderindo a qualquer um deles. Os meridianos se curvam suavemente, evitando os extremos, mas, assim, estendem os polos em longas linhas, em vez de deixá-los como pontos.

Assim, a distorção perto dos polos é severa, mas declina rapidamente para níveis moderados afastando-se deles. Os paralelos retos implicam distorção angular severa nas altas latitudes em direção às bordas externas do mapa — uma falha inerente a qualquer projeção pseudocilíndrica. No entanto, na época em que foi desenvolvida, a projeção atendeu efetivamente ao objetivo de Rand McNally de produzir representações atraentes do mundo inteiro.
Eu decidi ir sobre isso para trás. … Comecei com uma espécie de abordagem artística. Visualizei as formas e tamanhos mais bonitos. Trabalhei com as variáveis até chegar ao ponto de, se mudasse uma delas, não melhorasse. Então descobri a fórmula matemática para produzir esse efeito. A maioria dos cartógrafos começa com a matemática. — 1988 New York Times

## Formulação
A projeção é definida pela tabela:
| Latitude | x      | Y      |
| -------- | ------ | ------ |
| 0°       | 1,0000 | 0,0000 |
| 5°       | 0,9986 | 0,0620 |
| 10°      | 0,9954 | 0,1240 |
| 15°      | 0,9900 | 0,1860 |
| 20°      | 0,9822 | 0,2480 |
| 25°      | 0,9730 | 0,3100 |
| 30°      | 0,9600 | 0,3720 |
| 35°      | 0,9427 | 0,4340 |
| 40°      | 0,9216 | 0,4958 |
| 45°      | 0,8962 | 0,5571 |
| 50°      | 0,8679 | 0,6176 |
| 55°      | 0,8350 | 0,6769 |
| 60°      | 0,7986 | 0,7346 |
| 65°      | 0,7597 | 0,7903 |
| 70°      | 0,7186 | 0,8435 |
| 75°      | 0,6732 | 0,8936 |
| 80°      | 0,6213 | 0,9394 |
| 85°      | 0,5722 | 0,9761 |
| 90°      | 0,5322 | 1,0000 |

A tabela é indexada por latitude em intervalos de 5 graus; valores intermediários são calculados usando interpolação. Robinson não especificou nenhum método de interpolação em particular, mas é relatado que outros usaram a interpolação de Aitken (com polinômios de graus desconhecidos) ou splines cúbicos ao analisar a deformação da área na projeção de Robinson. A coluna X é a razão entre o comprimento do paralelo e o comprimento do equador; a coluna Y pode ser multiplicada por 0,2536 para obter a razão da distância desse paralelo do equador para o comprimento do equador.{\displaystyle {\begin{aligned}x&=0,8487\,RX(\lambda -\lambda _{0}),\\y&=1,3523\,RY,\end{aligned}}}onde R é o raio do globo na escala do mapa, λ é a longitude do ponto a plotar e λ0 é o meridiano central escolhido para o mapa (tanto λ quanto λ0 são expressos em radianos).
As consequências simples dessas fórmulas são:
- Com x calculado como multiplicador constante para o meridiano em todo o paralelo, os meridianos de longitude são igualmente espaçados ao longo do paralelo.
- Como y não depende da longitude, os paralelos são linhas retas horizontais.